# Melotte 111
Melotte 111 oder der Coma-Berenices-Sternhaufen ist ein offener Sternhaufen im Sternbild Haar der Berenike, der mit bloßem Auge beobachtet werden kann. Der Sternhaufen bildet den Hauptteil des Sternbildes Haar der Berenike. Zudem war der Eindruck dieses Sternhaufens mit dem bloßen Auge wohl namensgebend für das Sternbild.

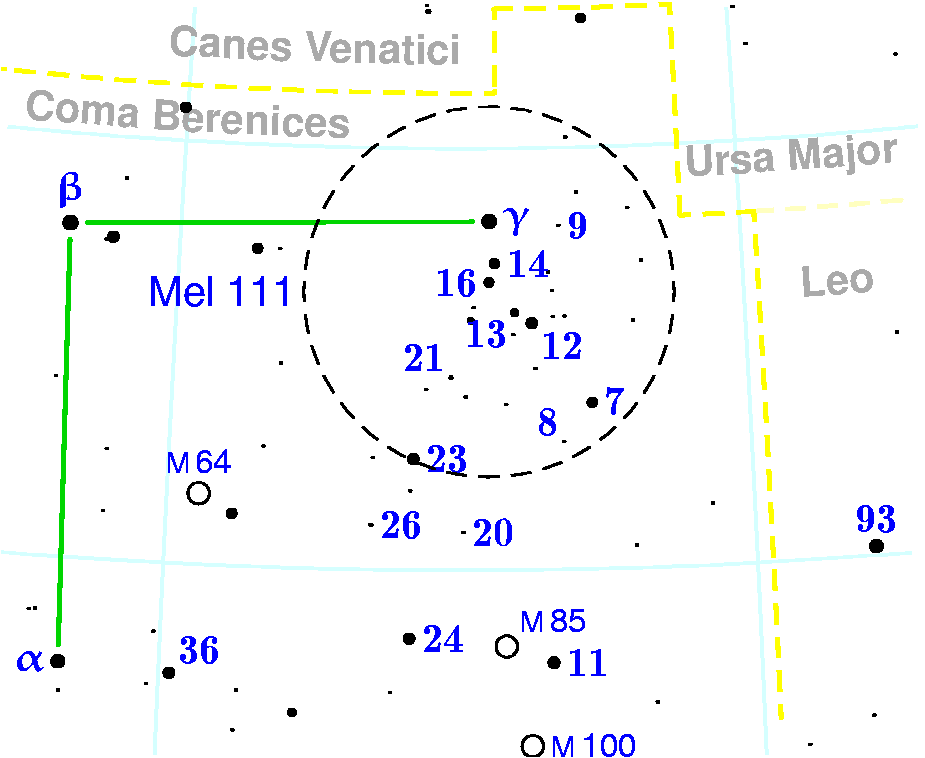
Karte des Coma-Berenices-Sternhaufens

Die Ausdehnung des Sternhaufens beträgt etwa 4,5°, bzw. – bei einer Entfernung von 280 Lichtjahren – etwa 20 Lichtjahre. Das Alter wird aufgrund seiner Sternpopulation auf 500 Millionen Jahre geschätzt. 

Die Gesamtmasse des Objekts wird auf lediglich 100 Sonnenmassen geschätzt, und die daraus resultierende Massendichte übersteigt den Wert der Sonnenumgebung nur um den Faktor 3. Ein so massearmer und locker aufgebauter Sternhaufen kann nur dann länger überleben, wenn er sich außerhalb der galaktischen Ebene befindet.
Der hellste Stern des Haufens ist 12 Com mit einer Helligkeit von 4,8 mag, die Gesamthelligkeit des Haufens beträgt etwa 1,8 mag.
Der Haufen enthält keine Sterne, die schwächer als 10,5 mag sind. Eine mögliche Erklärung dafür ist, dass die kleinsten Mitglieder dieses Haufens bereits entwichen sind, denn durch kleinste gravitative Einwirkungen von außen verliert er vor allem seine massearmen (und leuchtschwächsten) Sterne. Deshalb ist damit zu rechnen, dass sich Melotte 111 innerhalb der nächsten galaktischen Rotation (ca. 220 Millionen Jahre) vollständig auflösen wird.
Durch seine Größe und Helligkeit ist dieser Sternhaufen seit der Antike bekannt und wurde zum ersten Mal von Ptolemäus katalogisiert. Wie viele andere Sternhaufen, die eine sehr geringe Entfernung zur Erde haben und daher einen großen scheinbaren Durchmesser besitzen (z. B. die Ursa-Major-Gruppe oder die Hyaden), wurde er jedoch nicht in die modernen Standard-Kataloge Messier, NGC und IC aufgenommen. Erst P.J. Melotte nahm den Haufen 1915 in seinen Katalog offener Sternhaufen auf. Unter der Bezeichnung Cr 256 ist der Haufen ebenfalls im Katalog von Per Collinder zu finden.
Der Sternhaufen ist ein so genannter Bewegungshaufen, d. h. die Sterne besitzen alle eine ähnliche Eigenbewegung (im Durchschnitt −12,1 mas in Rektaszension und −9,0 mas in Deklination). Da der Mittelwert der Eigenbewegungen allerdings fast exakt tangential ist (mittlere Radialgeschwindigkeit −0,52 km/s), ermöglicht diese Bewegung (im Gegensatz zum bekannten Beispiel der Hyaden) keine einfache Bestimmung der Entfernung durch die Sternstromparallaxe.

## Sterne
| Name               | F  | scheinbare Helligkeit | Spektral- klasse | Eigenbewegung (mas/a) | Eigenbewegung (mas/a) | Entfernung (Lj) |
| Name               | F  | scheinbare Helligkeit | Spektral- klasse | Rektasz.              | Deklin.               | Entfernung (Lj) |
| ------------------ | -- | --------------------- | ---------------- | --------------------- | --------------------- | --------------- |
| 12 Comae Berenices | 12 | 4,81                  | F6 III + A3 V    | −10,85                | −9,55                 | 280             |
| 7 Comae Berenices  | 7  | 4,86                  | G8 III-IIIb      | −26,55                | −6,22                 | 250             |
| 31 Comae Berenices | 31 | 4,94                  | G0 IIIp          | −10,99                | −8,31                 | 280             |
| 14 Comae Berenices | 14 | 4,95                  | F1 IV:npS_sh     | −16,01                | −13,41                | 270             |
| 16 Comae Berenices | 16 | 4,96                  | A4 V             | −11,46                | −9,22                 | 280             |
| 21 Comae Berenices | 21 | 5,44                  | A2 pv            | −12,41                | −9,68                 | 270             |
| HD 116706          | -  | 5,75                  | A3 IV            | −10,84                | −7,60                 | 300             |
| HD 105805          | -  | 5,99                  | A4 Vn            | −12,35                | −9,50                 | 280             |